# Baix Segura
El Baix Segura (en castellà, la Vega Baja del Segura i oficialment el Baix Segura / la Vega Baja) és una comarca del sud del País Valencià amb capital a Oriola.
És una comarca de llengua castellana excepte al municipi de Guardamar del Segura, al sud del riu, i la pedania oriolana de Barba-roja, que conserven el valencià. El castellà de la comarca, però, igual que a Múrcia, té nombrosos préstecs del català. Això es deu al fet que esta comarca era, al segle xv, completament valencianoparlant, però ciutats com Oriola es van castellanitzar pels repoblaments del segle xvii en avant.

## Geografia
Limita al nord amb el Vinalopó Mitjà i el Baix Vinalopó, a l'est amb la mar Mediterrània i a l'oest i al sud amb la Regió de Múrcia, en la comarca del Camp de Cartagena.
És la comarca alacantina amb un creixement demogràfic més alt en els últims anys, sobretot per la ciutat de Torrevella que ha sobrepassat els 84.000 habitants, i Oriola mateixa que arriba als 75.000. La població de la comarca és de 325.278 habitants.

## Municipis
Les dades bàsiques dels «27 municipis», amb les xifres de població del padró municipal d'habitants 2023, són:
| Municipi                   | Habitants (2023) | Sup. (km²) | Dens. (2023) (hab./km²) |
| -------------------------- | ---------------- | ---------- | ----------------------- |
| Torrevella                 | 89.290           | 71,5       | 1.248,8                 |
| Oriola                     | 82.449           | 384,5      | 214,4                   |
| El Pilar de la Foradada    | 23.428           | 78,1       | 300,0                   |
| Almoradí                   | 21.874           | 42,7       | 512,3                   |
| Callosa de Segura          | 19.484           | 24,8       | 785,6                   |
| Rojals                     | 17.451           | 27,6       | 632,3                   |
| Guardamar del Segura       | 17.328           | 35,6       | 486,7                   |
| Albatera                   | 13.092           | 66,3       | 197,5                   |
| Sant Fulgenci              | 9.443            | 19,8       | 476,9                   |
| Catral                     | 9.275            | 20,0       | 463,8                   |
| Redovà                     | 8.183            | 9,5        | 861,4                   |
| Dolores                    | 7.919            | 18,3       | 432,7                   |
| Coix                       | 7.513            | 16,6       | 452,6                   |
| Bigastre                   | 7.361            | 4,1        | 1.795,4                 |
| Sant Miquel de les Salines | 6.798            | 54,9       | 123,8                   |
| Benejússer                 | 5.625            | 9,3        | 604,8                   |
| Los Montesinos             | 5.477            | 15,1       | 362,7                   |
| Rafal                      | 4.800            | 1,6        | 3.000,0                 |
| Formentera del Segura      | 4.618            | 4,3        | 1.074,0                 |
| Algorfa                    | 3.635            | 18,4       | 197,6                   |
| Benijòfer                  | 3.473            | 4,4        | 789,3                   |
| La Granja de Rocamora      | 2.686            | 7,2        | 373,1                   |
| Sant Isidre                | 2.208            | 11,7       | 188,7                   |
| Xacarella                  | 2.108            | 12,2       | 172,8                   |
| Benferri                   | 2.023            | 12,4       | 163,1                   |
| Daia Nova                  | 1.767            | 7,1        | 248,9                   |
| Daia Vella                 | 667              | 3,0        | 222,3                   |
| Baix Segura                | 379.975          | 980,7      | 387,5                   |

## Situació social al Baix Segura
Va entrar al Regne de València el 1304 juntament amb comarques com l'Alacantí, el Baix Vinalopó i el Vinalopó Mitjà i la seua capital, Oriola, era capital de governació i segona ciutat en importància darrere de València (vegeu Sentència Arbitral de Torrelles). Des del 1304 tan sols va pertànyer a Múrcia un any, el 1822, amb una divisió provincial que no va tenir repercussions en les que després es van fer (1833 i 1851), fet pel qual històricament és una comarca valenciana. A més, enquestes fetes a les dècades dels 80 i els 90 mostren l'acceptació que tenen les institucions valencianes a la comarca i reflecteixen un sentiment valencià, als últims anys reforçat amb la contaminació del riu Segura que procedeix de Múrcia i que tant perjudica aquesta comarca.
Encara que l'ensenyament del valencià és optatiu a tota la comarca, exceptuant Guardamar del Segura, hi ha municipis on voluntàriament s'estudia durant la primària i l'ESO, com és el cas d'Algorfa. En línies generals el coneixement d'aquesta llengua no ha augmentat gaire a la comarca des de 1983, com ho reflectixen els estudis sociolingüístics fets per la Generalitat Valenciana.
Històricament era una zona amb una economia basada en l'agricultura i la seua indústria però amb el boom econòmic dels anys seixanta es convertí en una destinació turística de primer nivell. Actualment és una de les comarques més empobrides del País Valencià amb un 32% de la seua població en risc de pobresa, la taxa més elevada de tot el territori valencià.

## Comarca històrica
El Baix Segura és una comarca històrica que ja apareixia com a Horta d'Oriola al mapa de comarques d'Emili Beüt Comarques naturals del Regne de València publicat l'any 1934. L'única diferència és que ençà no s'hi incloïa el municipi de Guardamar del Segura, que aleshores pertanyia a l'antiga comarca de l'Horta d'Alacant, motiu pel qual alguns consideren que aquest municipi hauria de pertànyer al Baix Vinalopó.
Cal afegir que el topònim l'Horta d'Oriola conserva certa vitalitat als pobles valencianoparlants, sobretot entre la gent major, ja que esta és la denominació històrica que ha rebut la comarca oriolana fins a mitjans del segle xx quan van aparéixer les primeres propostes comarcals que canviaven aquest topònim pel de la Vega Baixa del Segura o el Baix Segura.

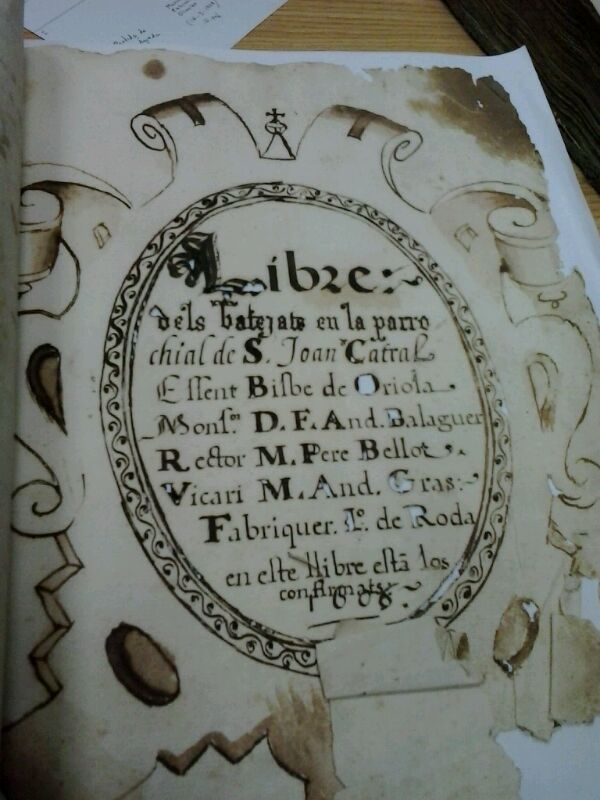
Llibre de batejos de Catral, de l'any 1608. Com es pot observar, la documentació eclesiàstica d'ús intern a la Vega Baixa era normalment escrita en català.

## Llengües
El valencià era la llengua que es parlava a tot el Baix Segura des de la conquesta per iniciativa de Jaume el Just a finals del segle xiii. Posteriorment, al segle xviii-xix, es va consumar la substitució lingüística del valencià pel castellà, en la modalitat murciana.
Els historiadors han explicat la desaparició del català mitjançant dos factors: en primer lloc, el despoblament de la comarca provocada per l'expulsió dels moriscos el 1609 i les epidèmies de pesta al llarg del segle xvii, ambdues circumstàncies provocaren un fort despoblament a la comarca i les posteriors repoblacions(fins un 40% de la població) van ser fetes principalment de murcians que portaren la seua llengua. En segon lloc, el factor que acabà consumant la substitució lingüística fou el Decret de Nova Planta promulgat al Regne de València el 1707, que relegava la llengua pròpia a l'alegalitat.
Davant aquesta conjuntura hostil l'únic llogaret que ha mantingut viu el valencià fins als nostres dies ha sigut la pedania oriolana de Barba-roja, llevat de Guardamar del Segura, que moltes vegades no és considerat del Baix Segura precisament seguint el criteri lingüístic.
El valencià actualment només hi queda a la toponímia del Baix Segura (cabo Roig, cabo cervera, Molins [pedania d'Oriola], etc.), a l'antroponímia (molts cognoms típics són d'origen català: Torregrosa, Martí) i en alguns elements lèxics del parlar: al recer 'a recer', bajoca (pronunciat amb fricativa uvular sorda) 'bajoca', blea 'bleda', calbote o calbotaso 'calbot', camal 'camal', chicon 'xicon', embolicar 'embolicar', estar amagaíco 'estar al llit ben tapat', esclatar 'esclatar', llampo 'llamp'/'ràpid', milocha 'milotxa', pésoles 'pésols', etc.

Hi ha una dita valenciana molt popular que solen dir a Guardamar del Segura (localitat valencianoparlant, tot i que compta amb una pedania castellanoparlant: el Camp de Guardamar) de les xiques de Torrevella que diu així: 
| « | Les xiques de Torrevella al cresol diuen candil, a la finestra, ventana, i al julivert, perejil. | » |